# Zoar (Wisconsin)
Zoar és una concentració de població designada pel cens dels Estats Units a l'estat de Wisconsin. Segons el cens del 2000 tenia 124 habitants.

## Demografia
Segons el cens del 2000, Zoar tenia 124 habitants, 29 habitatges, i 24 famílies. La densitat de població era de 5,6 habitants per km².
Dels 29 habitatges en un 55,2% hi vivien nens de menys de 18 anys, en un 51,7% hi vivien parelles casades, en un 20,7% dones solteres, i en un 17,2% no eren unitats familiars. En el 13,8% dels habitatges hi vivien persones soles el 3,4% de les quals corresponia a persones de 65 anys o més que vivien soles. El nombre mitjà de persones vivint en cada habitatge era de 4,28 i el nombre mitjà de persones que vivien en cada família era de 4,42.
Per edats la població es repartia de la següent manera: un 44,4% tenia menys de 18 anys, un 10,5% entre 18 i 24, un 23,4% entre 25 i 44, un 16,9% de 45 a 60 i un 4,8% 65 anys o més.
L'edat mediana era de 20 anys. Per cada 100 dones de 18 o més anys hi havia 81,6 homes.
La renda mediana per habitatge era de 24.375 $ i la renda mediana per família de 30.625 $. Els homes tenien una renda mediana de 16.875 $ mentre que les dones 21.250 $. La renda per capita de la població era de 7.101 $. Aproximadament l'11,8% de les famílies i el 17,2% de la població estaven per davall del llindar de pobresa.

## Poblacions més properes
El següent diagrama mostra les poblacions més properes.